# Liste der Monuments historiques in Messimy-sur-Saône
Die Liste der Monuments historiques in Messimy-sur-Saône führt die Monuments historiques in der französischen Gemeinde Messimy-sur-Saône auf.

## Liste der Bauwerke
| Bezeichnung        | Beschreibung              | Standort | Kennzeichnung | Schutzstatus | Datum | Bild           |
| ------------------ | ------------------------- | -------- | ------------- | ------------ | ----- | -------------- |
| Schloss Montbriand | Erbaut im 18. Jahrhundert | (Lage)   | PA00116424    | Inscrit      | 1989  | weitere Bilder |

## Liste der Objekte
- Monuments historiques (Objekte) in Messimy-sur-Saône in der Base Palissy des französischen Kultusministeriums